# Eucharia albinisans
Eucharia albinisans là một loài bướm đêm thuộc phân họ Arctiinae, họ Erebidae.